# 人恋酒場
「人恋酒場」（ひとこいさかば）は、2009年6月3日に発売された三山ひろしのデビュー・シングル。

## 概要
- 発売から1年3ヶ月後の2010年9月、売り上げが10万枚を突破し、ゴールドディスクに認定された。

## 収録曲
1. 人恋酒場 (4分59秒)
作詞：仁井谷俊也、作曲：中村典正、編曲: 前田俊明
2. 望郷列車 (4分24秒)
作詞：仁井谷俊也、作曲：中村典正、編曲：前田俊明
3. 人恋酒場 [オリジナル・カラオケ] (4分59秒)
4. 望郷列車 [オリジナル・カラオケ] (4分24秒)
5. 人恋酒場 [一般用カラオケ] (4分59秒)

## カバー
- 松前ひろ子（2013年7月3日発売、アルバム『中村典正/山口ひろし作品を唄う』に収録）